# Harvey Wallbanger

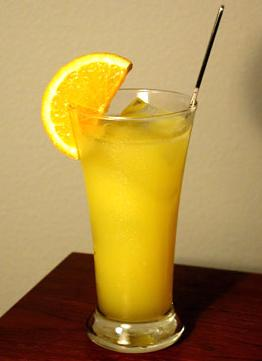
Copo de Harvey Wallbanger

Harvey Wallbanger é uma bebida alcoólica, ou um coquetel feito com uma medida de vodca para duas medidas de sumo ou suco de laranja, uma gota de licor Galliano e gelo picado.